# Dabar (Hrvace)
Dabar falu Horvátországban Split-Dalmácia megyében. Közigazgatásilag Hrvacéhez tartozik.

## Fekvése
Splittől légvonalban 37, közúton 54 km-re északra, Sinjtől 20 km-re, községközpontjától 14 km-re északnyugatra, a Peruča-tó keleti partja felett, a Dinári-hegység lábánál fekszik. Itt található a Točilo-patak forrása, mely pár kilométer után a Peruča-tóba ömlik.

## Története
A velencei seregek 1686-ban foglalták vissza a töröktől Sinj várát és vele együtt a mai Hrvace vidékét. Ezt követően a velencei hatóságok irányításával és rámai ferences szerzetesek vezetésével Boszniából és Hercegovinából keresztény lakosság, köztük több száz pravoszláv család érkezett. A velencei-török háború után kialakult új hatalmi viszonyokat 1699-ben a karlócai béke szentesítette. A 18. század folyamán a lakosság éhínségnek és járványoknak is ki volt téve. 1797-ben a Velencei Köztársaság megszűnésével a település a Habsburg Birodalom része lett. 1806-ban Napóleon csapatai foglalták el és 1813-ig francia uralom alatt állt. Napóleon bukása után ismét Habsburg uralom következett, mely az első világháború végéig tartott. 1857-ben 244, 1910-ben 333 lakosa volt. Az I. világháború után rövid ideig az Olasz Királyság, ezután a Szerb-Horvát-Szlovén Királyság, majd Jugoszlávia része lett. A háború után a település a szocialista Jugoszlávia része lett. 1991-től a független Horvátországhoz tartozik, ekkor lakosságának 52 százaléka horvát, 45 százaléka szerb nemzetiségű volt. A délszláv háború idején a település horvát kézen maradt, tőle északra húzódott a Krajinai Szerb Köztársaság határa. Ez a terület teljesen el volt aknásítva, melynek következtében a háborút követően több helyi lakos halt meg, vagy sebesült meg súlyosan a felrobbant aknáktól. Itt még ma sem biztonságos a közlekedés, emiatt a szabad belépés korlátozva van. Lakossága 2011-ben mindössze 22 fő volt.

## Lakosság
| Lakosság változása | Lakosság változása | Lakosság változása | Lakosság változása | Lakosság változása | Lakosság változása | Lakosság változása | Lakosság változása | Lakosság változása | Lakosság változása | Lakosság változása | Lakosság változása | Lakosság változása | Lakosság változása | Lakosság változása | Lakosság változása |
| ------------------ | ------------------ | ------------------ | ------------------ | ------------------ | ------------------ | ------------------ | ------------------ | ------------------ | ------------------ | ------------------ | ------------------ | ------------------ | ------------------ | ------------------ | ------------------ |
| 1857               | 1869               | 1880               | 1890               | 1900               | 1910               | 1921               | 1931               | 1948               | 1953               | 1961               | 1971               | 1981               | 1991               | 2001               | 2011               |
| 244                | 447                | 467                | 274                | 339                | 333                | 656                | 370                | 342                | 338                | 242                | 202                | 175                | 121                | 26                 | 22                 |

(1869-ben és 1921-ben Laktac lakosságát is ide számították.)

## Nevezetességei
- A határában található Tamnica-barlang a török uralom idején börtönként szolgált.
- Pravoszláv temploma 1979-ben épült. A délszláv háború idején ismeretlenek aláaknázták és felrobbantották.

## Gazdaság
A lakosság fő megélhetési forrása az állattartás. Az állatállományt főként a szarvasmarha, a juh, a kecske és néhány szamár alkotja. A mezőgazdasági termelés csak saját szükségletre történik.

## Sport
- A településen a Patriot védelmi szövetség airsoft gyakorlótere működik.
- A közelben a Peruča-tó partján több helyen vannak kialakítva a horgászsport űzésére és rekreációra alkalmas helyek.